# Marilhéa Peillard
Léa Peillard, conocida como Marilhéa Peillard (16 de noviembre de 1994) es una modelo francesa, ganadora del certamen de Elite Model Look France 2012 y quién representó a su país en el Elite Model Look World Final 2012 en la ciudad de Shanghái  donde fue nombrada ganadora, cuando tenía 18 años de edad.

## Biografía
Marilhéa Peillard nació en Dienville en Francia, el 16 de noviembre de 1994.

## Elite Model Look France 2012
A sus 17 años, mientras estuadiaba Arte e Historia en la ciudad de Dijon, fue descubierta por la agencia de Elite de París y ganó el concurso de Elite Model Look France 2012 y en diciembre del 2012, representó a su país en el concurso internacional de Elite Model Look World Final 2012 en Shanghái que en un principio fue elegida como parte de Top 15 Mundial, compuesto por 15 finalistas de las 70 candidatas de distintos lugares del mundo. Al mismo momento fue nombrada como ganadora y como parte de las 4 Semi-finalistas, junto a las modelos Trinidad de la Noi de Chile, Lorena Sandu de Rumania y Manuela Frey de Suiza.

## Carrera
En el año 2013, obtuvo un contrato valorizado en 150,000 de euros con un plazo de tres años con la agencia The Society Management de Nueva York.
| Predecesor: Joséphine Le Tutour        | Elite Model Look France 2012        | Sucesor: Estelle Chen                     |
| Predecesor: · Julia Schneider · Suecia | Elite Model Look Internacional 2012 | Sucesor: · Eva Klímková · República Checa |